# San Bartolomé de los Montes
San Bartolomé de los Montes es una localidad del municipio de Voto (Cantabria, España). En el año 2008 contaba con una población de 41 habitantes (INE). La localidad se encuentra a 295 metros de altitud sobre el nivel del mar, y a 8 kilómetros de la capital municipal, Bádames.
- Datos: Q6118468